# Ростовска АЕЦ
Ростовската АЕЦ (на руски: Ростовская АЭС) е атомна електроцентрала в Русия. Разположена е в Ростовска област, на 13 km североизточно от град Волгодонск. Разполага с четири действащи ВВЕР-1000/320 реактора. Това е една от най-производителните АЕЦ в страната.
Строителството на първи енергоблок започва през 1977 г., а е въведен в експлоатация през 2001 г. Четвърти блок започва работа през 2018 г., като планът е това да е последния построен реактор тип ВВЕР-1000 в Русия, а последващите да са вече тип ВВЕР-1200.